# Harrison Bruce Tordoff

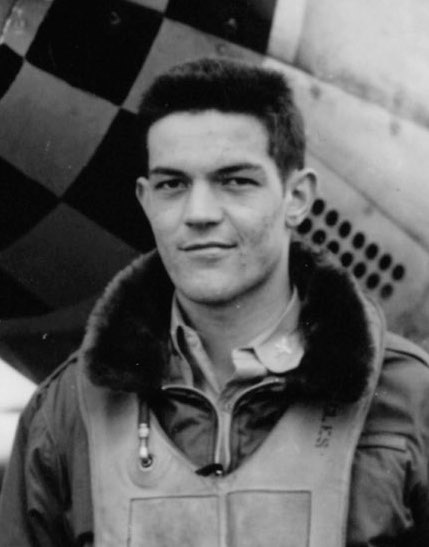

Harrison Bruce „Bud“ Tordoff (* 8. Februar 1923 in Mechanicville, New York; † 23. Juli 2008 in St. Paul, Minnesota) war ein US-amerikanischer Ornithologe und Museumsleiter. Sein Hauptaugenmerk galt den Wanderfalken in der oberen Mississippi-River-Region.

## Leben und Wirken
Tordoff war das jüngste von sechs Kindern und der einzige Sohn von Harry und Ethel Dormandy Tordoff. Als Teenager zog er es vor, Bud anstatt Harrison genannt zu werden. Er wuchs in den Adirondack Mountains auf. Gemeinsam mit seinem Vater ging er jagen, angeln, zog junge Fasane für eine spätere Auswilderung auf und studierte Wildtier-Management. Ermutigt durch Arthur Augustus Allen (1885–1964) und Robert Morrow Mengel (1921–1990) begann er 1940 ein Studium an der Cornell University, das er 1942 während des Zweiten Weltkriegs unterbrach. 1943 ging er zur 52nd Squadron, 353rd Fighter Group der U.S. Army Air Force, wo er mit seiner P51D Mustang von 1944 bis 1945 85 Einsätze im Luftkrieg gegen das Deutsche Reich flog. Tordoff nannte seinen Kampfbomber „Upupa epops“ (Wiedehopf). Nach dem Krieg setzte er sein Studium fort. 1946 graduierte er zum Bachelor of Arts in Cornell und 1947 heiratete er Jean Van Nostrand. Aus dieser Ehe gingen die Söhne Jeffrey und James und die 1970 verstorbene Tochter Judy hervor. Von 1947 bis 1950 studierte er unter Josselyn Van Tyne (1902–1957) an der University of Michigan Ornithologie, wo er mit der Doktorarbeit „Systematic Study of the Avian Family Fringillidae, Based on the Structure of the Skull“ zum Ph.D. promovierte. Von 1950 bis 1957 war Tordoff Mitarbeiter am University of Kansas Museum of Natural History und von 1957 bis 1970 am Michigan Museum of Zoology. Von 1970 bis 1983 leitete er das Bell Museum of Natural History der University of Minnesota. 1991 zog er sich aus der Abteilung für Ökologie, Evolution und Verhalten der University of Minnesota zurück und ging in den Ruhestand. Von 1952 bis 1954 war er Redakteur des Wilson Bulletins, dem Journal der Wilson Ornithological Society. Tordoff war Mitglied der American Ornithologists’ Union und von 1978 bis 1980 deren Präsident. Daneben war er eng mit dem Enzyklopädieprojekt „Birds of North America“ verbunden, das er durch das Aufbringen von finanziellen Mitteln unterstützte. Tordoff war ein aktiver Naturschützer. Er arbeitete eng mit Harold Ford Mayfield (1911–2007) und der Michigan Audubon Society zum Schutz des Michiganwaldsängers zusammen. Von 1975 bis 1977 war er erster Vorsitzender des Minnesota-Verbandes der Nature Conservancy. Tordoff hatte eine große Leidenschaft für Wanderfalken, für dessen Wiederansiedlung in der oberen Mississippi-Region er sich stark engagierte. Er sammelte Spenden für das Midwest Peregrine Restoration Project und beringte hunderte von Nestlingen. Saison für Saison zeichnete er den Erfolg des Flüggewerdens der Wanderfalken auf und pflegte eine große Datenbank, in die er die Wachstumsstatistiken der neuen Population eintrug. Am Ende des 1981 begonnenen Projekts waren 1286 Wanderfalken-Küken geschlüpft und Tardoff und seinen Mitarbeitern gelang es eine bestandserhaltene Population von 128 Brutpaaren in der oberen Mississippi-Region aufzubauen. Im Juli 2008 starb Tordoff im St. Joseph’s Hospital in St. Paul, Minnesota an den Folgen der Alzheimer-Krankheit.